# Торнаду (Сондрио)
Торнаду је насеље у Италији у округу Сондрио, региону Ломбардија.
Према процени из 2011. у насељу је живело 47 становника. Насеље се налази на надморској висини од 701 м.